# مانون فيوروت
مانون كارولين فيوروت (مواليد 17 فبراير 1990) هي لاعبة فنون قتال مختلط فرنسية تشارك في وزن الذبابة في بطولة القتال النهائي.

## روابط خارجية
- مانون فيوروت على موقع يو إف سي (الإنجليزية)
- مانون فيوروت على موقع شيردوغ (الإنجليزية)
- مانون فيوروت على موقع Tapology.com (الإنجليزية)